# Your Lucky Day
Your Lucky Day es una película de suspenso y acción estadounidense de 2023, escrita y dirigida por Daniel Brown. La película está protagonizada por Angus Cloud, Elliot Knight, Jessica Garza, Sterling Beaumon, Mousa Hussein Kraish, Jason Wiles, Sebastian Sozzi, Spencer Garrett y Jason O'Mara. La película fue estrenada en cines por Well Go USA Entertainment el 10 de noviembre de 2023.

## Reparto
- Angus Cloud como Sterling[2]
- Jessica Garza como Ana Marlene[2]
- Sterling Beaumon como Cody[3]
- Elliot Knight como Abraham[2]
- Mousa Hussein Kraish como Amir[2]
- Jason O'Mara como Capitán Rutledge
- Spencer Garrett como el Sr. Laird
- Jason Wiles como Dick
- Sebastián Sozzi como Dobbs
- Brendan Morrow como Jimmy

## Producción
En diciembre de 2021, Angus Cloud, Jessica Garza, Elliot Knight, Jason O'Mara, Spencer Garrett, Mousa Hussein Kraish, Jason Wiles y Sebastian Sozzi se unieron al elenco de la película, con Daniel Brown escribiendo y dirigiendo la película. La fotografía principal comenzó en Los Ángeles ese mismo mes.

## Estreno
Your Lucky Day se estrenó en el Fantastic Fest de 2023 el 23 de septiembre, se estrenó en cines el 10 de noviembre de 2023 y en video bajo demanda el 14 de noviembre de 2023. El elenco pudo promocionar la película debido a que la producción recibió un acuerdo interino SAG-AFTRA durante la Huelga SAG-AFTRA 2023. La película es uno de los últimos papeles de Cloud antes de su muerte en julio de 2023.